# Kaltiorivier
Kaltiorivier (Zweeds – Fins: Kaltiojoki) is een rivier annex beek, die stroomt in de Zweedse  gemeente Kiruna. De rivier is een moerasrivier en dus niet duidelijk zichtbaar. Ze stroomt naar het noordoosten en belandt in de Könkämärivier. Ze is amper drie kilometer lang.
Afwatering: Kaltiorivier →  Könkämärivier →  Muonio → Torne → Botnische Golf